# رشدی، منطقه مسکونی
رشدی یک محله در مصر است که در استان اسکندریه واقع شده‌است.